# Synagoge (Planig)
Die Synagoge in Planig wurde im Jahr 1795 errichtet. Um 1900 wurde sie aufgegeben und 1950 abgerissen.

## Synagoge
Die Synagoge wurde 1795 in Planig errichtet. Mitte des 19. Jahrhunderts war die Zahl der Gemeindemitglieder so weit zurückgegangen, dass keine Gottesdienste mehr abgehalten werden konnten. Um 1900 wurde die Synagoge aufgegeben. 1950 wurde das baufällige Gebäude abgerissen. Die Innenwände der Synagoge waren mit hebräischen Inschriften ausgeschmückt.

## Jüdische Gemeinde Planig
Die jüdische Gemeinde in Planig bestand bereits ab dem 18. Jahrhundert. Zu ihr gehörten auch die jüdischen Einwohner von Bosenheim. Die Gemeinde verfügte über eine Mikwe und eine Religionsschule. Zeitweise war ein eigener Religionslehrer angestellt, der auch die Aufgaben des Vorbeters und Schochet innehatte. Die Verstorbenen wurden auf dem jüdischen Friedhof in Planig beigesetzt. Ab Mitte des 19. Jahrhunderts war die Zahl der Mitglieder der Gemeinde so weit zurückgegangen, dass keine Gottesdienste mehr in Planig abgehalten werden konnten. Ab diesem Zeitpunkt besuchten die Gemeindemitglieder die Gottesdienste in der Synagoge in Bad Kreuznach. Nach den Novemberpogromen 1938 verließen die letzten beiden verbliebenen jüdischen Familien Planig. 1942 wurde eine noch am Ort lebende Frau, obwohl zwischenzeitlich konvertiert, deportiert.

### Entwicklung der jüdischen Einwohnerzahl
| Jahr     | Juden     | Jüdische Familien | Bemerkung                            |
| -------- | --------- | ----------------- | ------------------------------------ |
| 1808     | 58        | 1                 |                                      |
| 1824     | 76 (83)   |                   | Zahl in Klammern inklusive Bosenheim |
| 1830     | 100 (108) |                   | Zahl in Klammern inklusive Bosenheim |
| 1861     | 19        |                   |                                      |
| ca. 1900 | 14        |                   | Planig und Bosenheim                 |
| 1933     | 10        |                   |                                      |
| 1933     | 25        |                   |                                      |

Quelle: alemannia-judaica.de

## Opfer des Holocaust
Im Gedenkbuch – Opfer der Verfolgung der Juden unter der nationalsozialistischen Gewaltherrschaft 1933–1945 und in der Zentralen Datenbank der Namen der Holocaustopfer von Yad Vashem werden folgende Mitglieder der jüdischen Gemeinschaft Planig (die dort geboren wurden oder zeitweise lebten)  aufgeführt, die während der Zeit des Nationalsozialismus ermordet wurden:
| Name    | Vorname            | Todeszeitpunkt  | Alter     | Ort des Todes                 | Bemerkung | Quellen |
| ------- | ------------------ | --------------- | --------- | ----------------------------- | --- | --- |
| Eilrich | Bertha (Berta)     | unbekannt       | unbekannt | Vernichtungslager Treblinka   | Deportation am 30. September 1942 ab Darmstadt nach Vernichtungslager Treblinka. | Yad Vashem (Datenbank, Datensatz Nr. 11491763) / Gedenkbuch für die Opfer der NS-Judenverfolgung in Deutschland             |
| Koch    | Helene (Helena)    | 11. März 1943   | 77. Jahre | Ghetto Theresienstadt         | Deportation am 27. September 1942 ab Darmstadt nach Ghetto Theresienstadt (Transport XVII/1 Zug DA 520. Deportationsnummer im Zug 847). | Yad Vashem (Datenbank, Datensatz Nr. 11564705 und 4904427) / Gedenkbuch für die Opfer der NS-Judenverfolgung in Deutschland |
| Mayer   | Ida                | unbekannt       | unbekannt | Konzentrationslager Auschwitz | Deportation am 27. Juli 1942 ab Köln-Trier nach Ghetto Theresienstadt. Am 15. Mai 1944 Deportation nach Konzentrationslager Auschwitz. | Yad Vashem (Datenbank, Datensatz Nr. 11591021 und 1786410) / Gedenkbuch für die Opfer der NS-Judenverfolgung in Deutschland |
| Mayer   | Johanna            | unbekannt       | unbekannt | Konzentrationslager Auschwitz | Deportation am 21. Juli 1942 ab Düsseldorf nach Ghetto Theresienstadt (Transport VII/1, Zug Da 70. Deportationsnummer im Zug 561). Am 23. Januar 1943 Deportation nach Konzentrationslager Auschwitz (Transport Cr, Zug Da 103. Deportationsnummer im Zug 617). | Yad Vashem (Datenbank, Datensatz Nr. 4746256 und 11591102) / Gedenkbuch für die Opfer der NS-Judenverfolgung in Deutschland |
| Mayer   | Leo                | unbekannt       | unbekannt | Konzentrationslager Auschwitz | Deportation am 27. Juli 1942 ab Köln-Trier nach Ghetto Theresienstadt (Transport III/2, Zug Da 76. Deportationsnummer im Zug 263). Am 15. Mai 1944 Deportation nach Konzentrationslager Auschwitz (Transport Dz. Deportationsnummer im Zug 811).                | Yad Vashem (Datenbank, Datensatz Nr. 1824599 und 4765128) / Gedenkbuch für die Opfer der NS-Judenverfolgung in Deutschland  |
| Wolf    | Edmund             | unbekannt       | unbekannt | Ghetto Riga                   | Deportation am 7. Dezember 1941 ab Köln-Trier nach Ghetto Riga. | Yad Vashem (Datenbank, Datensatz Nr. 11656500) / Gedenkbuch für die Opfer der NS-Judenverfolgung in Deutschland             |
| Wolf    | Eugen              | unbekannt       | unbekannt | Ghetto Minsk                  | Deportation am 11. oder 12. November 1941 ab Frankfurt am Main nach Ghetto Minsk. | Yad Vashem (Datenbank, Datensatz Nr. 11656563) / Gedenkbuch für die Opfer der NS-Judenverfolgung in Deutschland             |
| Wolf    | Emmy               | unbekannt       | unbekannt | Ghetto Riga                   | Deportation am 7. Dezember 1941 ab Köln nach Ghetto Riga. | Yad Vashem (Datenbank, Datensatz Nr. 11656539) / Gedenkbuch für die Opfer der NS-Judenverfolgung in Deutschland             |
| Wolf    | Johanna (Hannchen) | 4. Februar 1943 | 74 Jahre  | Ghetto Theresienstadt         | Deportation am 27. September 1942 ab Darmstadt nach Ghetto Theresienstadt. | Yad Vashem (Datenbank, Datensatz Nr. 11656769) / Gedenkbuch für die Opfer der NS-Judenverfolgung in Deutschland             |
| Wolf    | Ruth Helene        | unbekannt       | unbekannt | Konzentrationslager Stutthof  | Deportation am 27. Dezember 1941 ab Köln nach Ghetto Riga. Deportation zu unbekannten Zeitpunkt nach Konzentrationslager Stutthof. | Yad Vashem (Datenbank, Datensatz Nr. 4332682 und 11657012) / Gedenkbuch für die Opfer der NS-Judenverfolgung in Deutschland |
| 1.      |                    |                 |           |                               | | |